# Urban Cookie Collective
Urban Cookie Collective (deutsch „Städtisches Kekskollektiv“) (Abkürzung: UCC) ist ein Eurodance-Projekt aus Manchester, das 1993 und 1994 einige Erfolge in den europäischen Singlecharts feierte.

## Bandgeschichte
Hinter dem Projekt stand der Keyboarder Rohan Heath (* 19. Juli 1964), der die Texte schrieb und die Songs komponierte und produzierte. Den Gesangspart übernahm Diane Charlemagne (* 2. Februar 1964; † 28. Oktober 2015), die 1994 auch der EP Timeless des Drum-and-Bass-Musikers Goldie ihre Stimme lieh.
Ihr größter Erfolg war 1993 die erste Single The Key, the Secret, die durch eine simple, aber eingängige Melodie getragen wurde. Im Zuge der in England anrollenden 1990er-Jahre-Nostalgiewelle schaffte es ein Remix dieses Erstlingswerks 2005 erneut in die britischen Singlecharts.
Seit einigen Jahren tritt Danielle Barnett als Frontfrau von Urban Cookie Collective auf.

## Diskografie

### Alben
| Jahr | Titel                | Höchstplatzierung, Gesamtwochen, AuszeichnungChartplatzierungen (Jahr, Titel, Platzierungen, Wochen, Auszeichnungen, Anmerkungen) | Höchstplatzierung, Gesamtwochen, AuszeichnungChartplatzierungen (Jahr, Titel, Platzierungen, Wochen, Auszeichnungen, Anmerkungen) | Höchstplatzierung, Gesamtwochen, AuszeichnungChartplatzierungen (Jahr, Titel, Platzierungen, Wochen, Auszeichnungen, Anmerkungen) | Höchstplatzierung, Gesamtwochen, AuszeichnungChartplatzierungen (Jahr, Titel, Platzierungen, Wochen, Auszeichnungen, Anmerkungen) | Anmerkungen                         |
| Jahr | Titel                | DE | AT | CH | UK | Anmerkungen                         |
| ---- | -------------------- | --- | --- | --- | --- | ----------------------------------- |
| 1994 | High on a Happy Vibe | DE43 (5 Wo.)DE | AT31 (6 Wo.)AT | CH28 (4 Wo.)CH | UK28 (3 Wo.)UK | Erstveröffentlichung: 11. März 1994 |

Weitere Alben
- 1995: Tales from the Magic Fountain
- 2000: The Very Best of UCC
- 2004: The Very Best Of
- 2010: The Key, the Secret – The Very Best Of

### Singles
| Jahr | Titel Album                                    | Höchstplatzierung, Gesamtwochen, AuszeichnungChartplatzierungen (Jahr, Titel, Album, Platzierungen, Wochen, Auszeichnungen, Anmerkungen) | Höchstplatzierung, Gesamtwochen, AuszeichnungChartplatzierungen (Jahr, Titel, Album, Platzierungen, Wochen, Auszeichnungen, Anmerkungen) | Höchstplatzierung, Gesamtwochen, AuszeichnungChartplatzierungen (Jahr, Titel, Album, Platzierungen, Wochen, Auszeichnungen, Anmerkungen) | Höchstplatzierung, Gesamtwochen, AuszeichnungChartplatzierungen (Jahr, Titel, Album, Platzierungen, Wochen, Auszeichnungen, Anmerkungen) | Anmerkungen                            |
| Jahr | Titel Album                                    | DE | AT | CH | UK | Anmerkungen                            |
| ---- | ---------------------------------------------- | --- | --- | --- | --- | -------------------------------------- |
| 1993 | The Key, the Secret High on a Happy Vibe       | DE5 Gold · (21 Wo.)DE | AT7 (13 Wo.)AT | CH7 (20 Wo.)CH | UK2 Gold · (13 Wo.)UK | Erstveröffentlichung: 28. Juni 1993    |
| 1993 | Feels Like Heaven High on a Happy Vibe         | DE12 (16 Wo.)DE | AT11 (12 Wo.)AT | CH9 (13 Wo.)CH | UK5 (5 Wo.)UK | Erstveröffentlichung: 1. November 1993 |
| 1994 | Sail Away High on a Happy Vibe                 | DE25 (11 Wo.)DE | AT24 (4 Wo.)AT | CH21 (10 Wo.)CH | UK18 (2 Wo.)UK | Erstveröffentlichung: 6. März 1994     |
| 1994 | High on a Happy Vibe                           | — | — | CH49 (1 Wo.)CH | UK31 (2 Wo.)UK | Erstveröffentlichung: 1. April 1994    |
| 1994 | Bring It On Home (Family) High on a Happy Vibe | — | — | — | UK56 (2 Wo.)UK |                                        |
| 1995 | Spend the Day Tales from the Magic Fountain    | — | — | — | UK59 (2 Wo.)UK |                                        |
| 1995 | Rest of My Love Tales from the Magic Fountain  | — | — | — | UK67 (2 Wo.)UK |                                        |
| 1995 | So Beautiful Tales from the Magic Fountain     | — | — | — | UK68 (2 Wo.)UK |                                        |
| 2005 | The Key, the Secret 2005 –                     | — | — | — | UK31 (3 Wo.)UK |                                        |

Weitere Singles
- 1992: Pressin’ On (als Urban Cookie)
- 1992: Lucky Stars (als Urban Cookie)
- 1996: Champagne Supernova
- 1996: Witness
- 1997: Ain’t It a Shame
- 2000: Mercedes Benz
- 2004: The Key The Secret 2004

## Auszeichnungen für Musikverkäufe
| Goldene Schallplatte - Australien - 1993: für die Single The Key, the Secret |

Anmerkung: Auszeichnungen in Ländern aus den Charttabellen bzw. Chartboxen sind in ebendiesen zu finden.
| Land/RegionAuszeichnungen für Musikverkäufe (Land/Region, Auszeichnungen, Verkäufe, Quellen) | Gold     | Platin | Verkäufe | Quellen           |
| -------------------------------------------------------------------------------------------- | -------- | ------ | -------- | ----------------- |
| Australien (ARIA)                                                                            | Gold1    | —      | 35.000   | aria.com.au       |
| Deutschland (BVMI)                                                                           | Gold1    | —      | 250.000  | musikindustrie.de |
| Vereinigtes Königreich (BPI)                                                                 | Gold1    | —      | 400.000  | bpi.co.uk         |
| Insgesamt                                                                                    | 3× Gold3 | —      |          |                   |